# Paradromulia ambigua
Paradromulia ambigua là một loài bướm đêm trong họ Geometridae.